# Kohninia
Kohninia es un género de hongos de la familia Sclerotiniaceae. Es un género monotípico, contiene la especie Kohninia linnaeicola.